# ماساهيرو ساكوراي
ماساهيرو ساكوراي (بالإنجليزية: Masahiro Sakurai‎؛ باليابانية: 桜井 政博‎، ‏ساكوراي ماساهيرو، ولد في 3 أغسطس 1970)هو مخرج ألعاب فيديو ومصمم ألعاب وكاتب أغاني ياباني اشتهر بأنه منشئ سلسلتي كيربي وسوبر سماش برذرز. بصرف النظر عن عمله في تلك السلاسل، قاد أيضًا تصميم ميتيوز في عام 2005 وأخرج كيد إيكاروس: أبرايسنغ في عام 2012.
كان موظفًا سابقًا في هال لابوراتوري، وغادر الشركة في عام 2003 وفي عام 2005 مع زوجته ميتشيكو ساكوراي (أيضًا هال لابوراتوري سابقًا)، أسسوا شركة سورا ليمتد، وهي شركة صورية تعمل على أساس مستقل في العديد من المشاريع. وهو أيضًا مؤلف عمود أسبوعي لمجلة فاميتسو، وقام بعمل التمثيل الصوتي في بعض ألعابه، وأبرزها تقديم صوت كينغ ديديدي في كيربي 64 وسلسلة سوبر سماش برذرز.

## المسار المهني

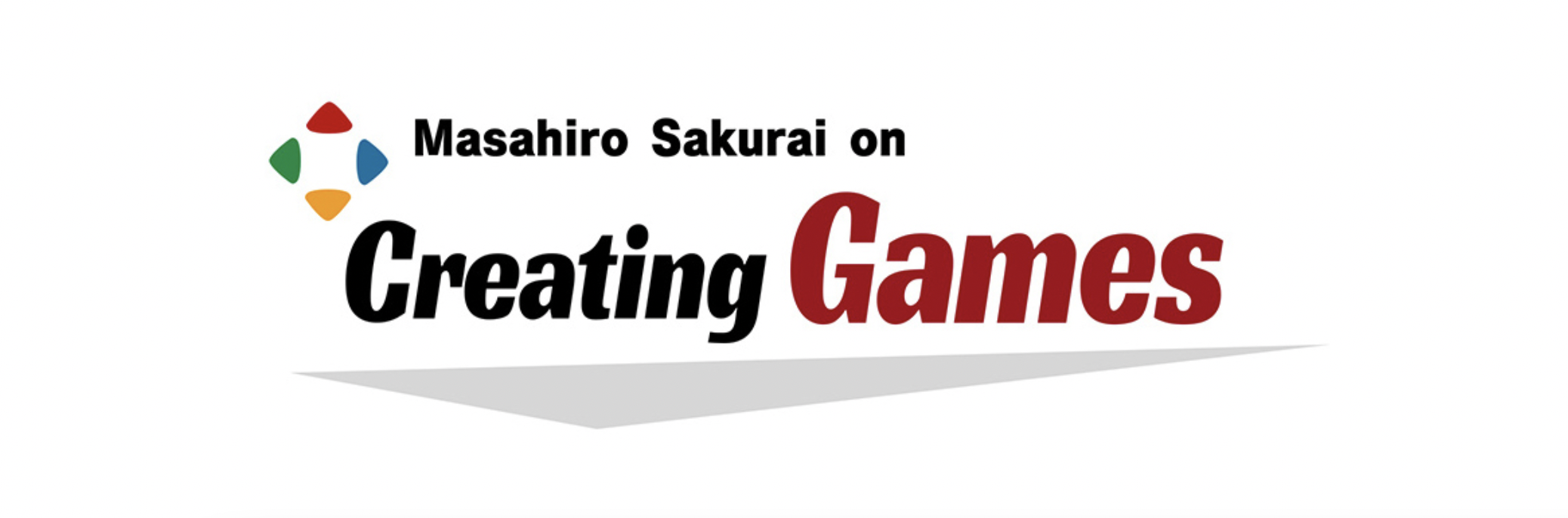
الشعار الإنجليزي لقناة يوتيوب مصمم الالعاب ماساهيرو ساكوراي، والمكتوب فيه "ماساهيرو ساكوراي في صناعة الألعاب".

ولد ماساهيرو ساكوراي في 3 أغسطس 1970 في موساشيموراياما، طوكيو، اليابان. بدأت إحدى أولى تجارب ساكوراي في صناعة ألعاب الفيديو عندما كان يعمل في هال لابوراتوري، حيث ابتكر شخصية كيربي في سن 19 عامًا وأخرج لعبته الأولى، كيربيز دريم لاند.
غادر ساكوراي هال في 5 أغسطس 2003، بعد أن سئم من التكملة التي فرضتها هال بشكل سلبي، منهياً عمله في سلسلة كيربي. علق ساكوراي، في مقابلة مع نينتندو دريم، بعد أسبوعين من استقالته من هال: «كان من الصعب بالنسبة لي أن أرى أنه في كل مرة أصنع فيها لعبة جديدة، كان الناس يفترضون تلقائيًا أن هناك تكملة قادمة». وأوضح أنه «حتى لو كانت تكملة، يتعين على الكثير من الناس بذل قصارى جهدهم لإنشاء لعبة، لكن بعض الناس يعتقدون أن عملية التكملة تحدث بشكل طبيعي».
بعد فترة وجيزة، بدأ ساكوراي العمل في مشروع مع كيو إنترتينمنت، جنبًا إلى جنب مع تاتسويا ميزوغوتشي. نتج عن هذا التعاون لعبة ميتيوز في عام 2005، وهي لعبة ألغاز لنينتندو دي أس. في 30 سبتمبر 2005، أعلن ساكوراي أنه أسس شركته الخاصة، سورا. أعلن عن لعبتين قيد التطوير ولكن لم يكشف عن أي معلومات حولهما. بالنسبة لمستقبل سلسلة سوبر سماش برذرز، وعد رئيس نينتندو وهال لابوراتوري ساتورو إواتا، خلال المؤتمر الصحفي لنينتندو في معرض الترفيه الإلكتروني 2005، بتكرار اللعبة عبر الإنترنت إلى مشغل ألعاب الفيديو وي.
في العدد 885 من مجلة فاميتسو، كشف ساكوراي أنه سيعمل كمخرج ومصمم ألعاب في سوبر سماش برذرز براول على وي. صدرت سوبر سماش برذرز براول في عام 2008، بعد استعارة موظفين من 19 استوديوًا مختلفًا للمطورين ساعدوا في التطوير. كان ساكوراي يُحدِّث يوميًا موقع سوبر سماش برذرز براول المسمى سماش برذرز دوجو.. بدءًا من العام السابق للإصدار، كشف عن أسرار براول ومحتوى اللعب من خلال الموقع. كان لدى الموقع تحديثات منتظمة من 22 مايو 2007 إلى 14 أبريل 2008.
في اليوم الأخير من التحديثات، كشف عن أن ساكوراي قدم صوت كينغ ديديدي في كيربي 64: ذا كيرستال شاردز وكذلك ديديدي في سوبر سماش برذز براول. بدأ هو وشركته، سورا ليمتد جنبًا إلى جنب مع نينتندو، استوديو الطرف الأول، بروجكت سورا، الذي كانت مملوكة بنسبة 72٪ لنينتندو و28٪ مملوكة لسورا. كشف في معرض الترفيه الإلكتروني 2010 أن ساكوراي وبروجكت سورا كانا يعملان على لعبةكيد إيكاروس: أبرايسنغ لنينتندو 3دي أس. أغلقت بروجكت سورا وانتهى تطويرها في 30 يونيو 2012. في معرض الترفيه الإلكتروني 2011، أعلنت نينتندو أن ساكواري كان يعمل على سوبر سماش برذرز فور نينتندو 3دي إس و وي يو. بدأ ساكوراي تطوير اللعبة بعد إصدار كيد إيكاروس: أبرايسنغ في مارس 2012.
في فبراير 2013، شُخِصَ ساكوراي بأنه مصاب بالتهاب الأوتار التكلسي بالقرب من كتفه الأيمن، مما تسبب له في ألم شديد كلما حرك ذراعه. وذكر أن هذا يمكن أن يبطئ عمله بشكل فعال، حيث يقوم ببعض اختبارات لعبته بنفسه. عملت زوجة ساكوراي، ميتشيكو، على واجهة المستخدم الرسومية للعديد من ألعابه، بما في ذلك كيربي آير رايد وميتيوز وسلسلة سوبر سماش برذرز.
في يناير 2015 في فاميتسو، ألمح ساكوراي إلى إمكانية التقاعد، معربًا عن شكه في أنه سيكون قادرًا على الاستمرار في صنع الألعاب إذا استمرت مسيرته في أن تكون مرهقة كما كانت. في ديسمبر 2015، صرح ساكوراي مرة أخرى أنه لم يكن متأكدًا مما إذا كانت هناك لعبة أخرى في سلسلة سوبر سماش برذرز، قبل سوبر سماش برذرز ألتميت التي صدرت في عام 2018 مع وجود ساكوراي مرة أخرى كمخرج.

## الأعمال
| السنة | اللعبة                                     | الدور (الأدوار)               |
| ----- | ------------------------------------------ | ----------------------------- |
| 1992  | كيربيز دريم لاند                           | مخرج، مصمم ألعاب              |
| 1993  | كيربيز أدفانتشر                            | مخرج، مصمم ألعاب              |
| 1996  | كيربي سوبر ستار                            | مخرج                          |
| 1999  | سوبر سماش برذرز                            | مخرج                          |
| 2000  | كيربي 64: ذا كريستال شاردز                 | ممثل صوتي (كينغ ديديدي)       |
| 2001  | سوبر سماش برذرز ميلي                       | مخرج عام                      |
| 2002  | كيربي: نايتمير إن دريم لاند                | مخرج عام                      |
| 2003  | كيربي آير رايد                             | مخرج                          |
| 2004  | كيربي أند ذي أميزينغ ميررور                | مستشار خاص                    |
| 2005  | ميتيوز                                     | مصمم ألعاب                    |
| 2005  | ماشيكينغ: ذا كينغ أوف بيتليز               | مصمم ألعاب                    |
| 2008  | سوبر سماش برذرز براول                      | مخرج وممثل صوتي (كينغ ديديدي) |
| 2012  | كيد إيكاروس: أبرايسنغ                      | مخرج، كاتب السيناريو          |
| 2014  | سوبر سماش برذرز فور نينتندو 3دي إس و وي يو | مخرج وممثل صوتي (كينغ ديديدي) |
| 2018  | سوبر سماش برذرز ألتميت                     | مخرج وممثل صوتي (كينغ ديديدي) |